# Aristaria leucospila
Aristaria leucospila là một loài bướm đêm trong họ Noctuidae.